# Herman Talmadge

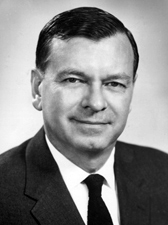
Herman Talmadge

Herman Eugene Talmadge (* 9. August 1913 bei McRae, Telfair County, Georgia; † 21. März 2002 in Hampton, Georgia) war ein US-amerikanischer Politiker der Demokratischen Partei, Gouverneur von Georgia und US-Senator.

## Frühe Jahre und politischer Aufstieg
Herman Talmadge war der Sohn von Eugene Talmadge, der in den 1930er und 40er Jahren mehrfach Gouverneur des Staates Georgia gewesen war. Er studierte an der University of Georgia Jura und machte 1936 seinen Abschluss. Im Zweiten Weltkrieg diente er im Pazifik als Lieutenant Commander in der US-Marine. Nach seiner Rückkehr 1946 wurde er Wahlkampfmanager seines Vaters, der sich trotz schwerer gesundheitlicher Probleme erneut um das Gouverneursamt bewarb. Eugene Talmadge wurde tatsächlich gewählt und sollte im Januar 1947 in sein Amt eingeführt werden.

## Verfassungskrise mit drei Gouverneuren
Am 21. Dezember 1946 starb Eugene Talmadge an einem Leberleiden, noch bevor er in das Amt des Gouverneurs eingeführt worden war. In der Folge kam es zu einer der bizarrsten Situationen in der gesamten amerikanischen Geschichte. Die Verfassung von Georgia hatte erst vor kurzem das Amt des Vizegouverneurs geschaffen. Dieses Amt sollte mit der neuen Amtszeit erstmals besetzt werden. Melvin Thompson, ein Gegner von Talmadge, war bei den Wahlen 1946 als erster Vizegouverneur Georgias gewählt worden. Laut Verfassung sollte der Vizegouverneur das Amt des Gouverneurs ausüben, falls dieser während seiner Amtszeit verstarb oder aus anderen Gründen aus dem Amt schied. Nun war Eugene Talmadge zum Zeitpunkt seines Todes aber noch gar nicht im Amt und die Diskussion um die Nachfolge entbrannte zwischen drei Gruppen. Zum ersten beanspruchte Thompson als gewählter Vizegouverneur das Amt für sich. Die Talmadge-Anhänger waren entschieden gegen diese Lösung. Sie schlugen die Wahl von Herman Talmadge durch die Nationalversammlung vor. Dies war von Anfang an ihr Plan gewesen, falls Eugene Talmadge sein Amt nicht mehr antreten konnte. Schließlich folgte die Versammlung diesem Vorschlag und wählte am 15. Januar 1947 Herman Talmadge zum neuen Gouverneur. Daraufhin klagte Thompson vor dem Obersten Gerichtshof von Georgia.
Der scheidende Gouverneur Ellis Arnall sah nun ein Problem. Da er nicht genau wusste, wer denn nun sein Nachfolger sei, weigerte er sich, das Amt zu übergeben. Das brachte die Talmadge-Anhänger in Rage; sie hassten Arnall ohnehin wegen dessen Anti-Talmadge-Politik der letzten vier Jahre. Unter den Anhängern der verschiedenen Lager kam es sogar zu handfesten Schlägereien. Inzwischen hatte Herman Talmadge das Gouverneursgebäude militärisch besetzen lassen und erklärte sich zum Gouverneur von Georgia, während Arnall und Thompson ebenfalls dieses Amt beanspruchten. Für kurze Zeit hatte Georgia im Januar 1947 also gleichzeitig drei Gouverneure.  Schließlich gab Arnall auf und erkannte Thompson als neuen Gouverneur an. Somit gab es aber immer noch die beiden Kontrahenten Thompson und Herman Talmadge, die den Staat für weitere zwei Monate in ein politisches Chaos stürzten. Im März 1947 entschied der Oberste Gerichtshof von Georgia zugunsten von Thompson. Dieser sollte solange als Gouverneur amtieren, bis 1948 Neuwahlen das Problem lösen sollten. Herman Talmadge gab überraschend schnell auf und bereitete sich auf die Neuwahlen vor, die er 1948 dann auch gewinnen sollte.

## Gouverneur und US-Senator
Nach dem Urteilsspruch von 1947 bereitete Talmadge bereits den nächsten Wahlgang vor. Dies führte 1948 zu einem klaren Wahlsieg. 1950 wurde er dann für eine volle Amtsperiode von vier Jahren wiedergewählt. Eines seiner Hauptziele war die Ansiedlung von mehr Industriebetrieben in Georgia. Gleichzeitig war er ein reaktionärer Anhänger der Rassentrennung. Die Verfassung verbot eine direkte Wiederwahl nach einer vollen Amtszeit; daher konnte er 1956 nicht erneut als Gouverneur kandidieren. Stattdessen bewarb er sich erfolgreich um einen Sitz im Senat der Vereinigten Staaten, den er bis zum Januar 1981 innehaben sollte. In dieser Zeit war er in mehreren Ausschüssen tätig. Unter anderem gehörte er dem Senatskomitee zur Untersuchung der Watergate-Affäre an. 1979 war er selbst Gegenstand einer Untersuchung, als bei ihm finanzielle Unregelmäßigkeiten festgestellt wurden. Dafür wurde er dann auch gerügt. Gleichzeitig durchlief er zu der Zeit auch eine schmutzige Scheidung, die öffentlich ausgetragen wurde, und hatte ein Alkoholproblem. 1980 verlor er dann die Senatswahlen gegen den Republikaner Mack Mattingly, der als erster Republikaner für Georgia seit dem Ende der Reconstruction in den 1870er Jahren in den Senat einzog.

## Lebensabend und Tod
Talmadge zog sich nun nach Hampton, Georgia, zurück und praktizierte noch eine Zeitlang als Anwalt. Dort ist er im Jahr 2002 im Alter von 88 Jahren auch gestorben.